# Erik Lund (calciatore)
Erik Olof Gustav Lund (Ljungskile, 6 novembre 1988) è un allenatore di calcio ed ex calciatore svedese, di ruolo difensore, tecnico del Ljungskile.

## Carriera

### Giocatore

#### Club
Ha giocato nella prima divisione svedese ed in quella inglese.

#### Nazionale
Nel 2010 ha giocato 2 partite nella nazionale svedese; in precedenza aveva giocato anche in Under-21.

### Allenatore
Nel 2021 allena il Ljungskile.

## Palmarès

### Giocatore

#### Competizioni nazionali
- Coppa di Svezia: 1

IFK Göteborg: 2008
- Supercoppa di Svezia: 1

IFK Göteborg: 2008
- Ettan: 1

Ljungskile: 2019